# Colanthura ornata
Colanthura ornata är en kräftdjursart som beskrevs av Alberto Carvacho 1977. Colanthura ornata ingår i släktet Colanthura och familjen Paranthuridae. Inga underarter finns listade i Catalogue of Life.